# Guillaume Hawing
Pour les articles homonymes, voir Hawing.
Guillaume Hawing est un enseignant, inventeur et homme politique guinéen.
Il est le Ministre de l'Enseignement Pré-Universitaire et de l'Alphabétisation dans le gouvernement dirigé par Mohamed Béavogui du 27 octobre 2021, puis celle de Bernard Goumou du 20 août 2022 au 19 février 2024.
Depuis le 11 septembre 2024, il est nommé directeur général du centre national de surveillance et de police des pêches CNSP de Guinée.

## Biographie

### Parcours professionnel
Avant d'être ministre, il était le directeur général de l’Institut privé Mahatma Gandhi de Lambanyi.
Il est nommé par décret le 27 octobre 2021, Ministre de l'Enseignement Pré-Universitaire et de l'Alphabétisation dans le gouvernement en remplacement du professeur Bano Barry.
Le 19 février 2024, le gouvernement Bernard Goumou dont il est membre est dissout par le Comité national du rassemblement pour le développement (CNRD).
Le 11 septembre 2024, il est nommé directeur général du centre nationale de surveillance et de police des pêches CNSP de Guinée.

## Algorithme du scientifique Guillaume Hawing
En février 2016, il publie une invention en algorithme mathématique permettant de générer, d’organiser et de repartir par ordre les nombres premiers,.

## Ouvrages
- 2019 : Dieu se moque-t-il de notre intelligence ?[11]

## Prix et reconnaissance
- 2019 : Deux médailles d’or et un grand prix de science et d’innovation au salon international innovation week in Africa (IWA 2019) à Rabat (Maroc)[12].